# Bruno Glaser
Bruno Glaser (* 1966) ist ein deutscher Bodenbiogeochemiker und Hochschullehrer, der an der Universität Halle (Saale) lehrt. Sein Forschungsgegenstand sind Terra preta, Pflanzenkohle, Paläoökologie und die Stabilisotopenanalyse.

## Leben
Von 1991 bis 1995 studierte Bruno Glaser Lebensmittelchemie an der Universität Wuppertal. Er promovierte im Jahr 1999 an der Universität Bayreuth im Fach Bodenkunde mit einem Thema zur Terra preta. Im Jahr 2006 erfolgte seine Habilitation über die Möglichkeiten und Grenzen der Stabilisotopenanalyse in der Bodenkunde. Seit 2010 ist er W2-Professor für Bodenbiogeochemie an der Martin-Luther-Universität Halle-Wittenberg.
Glaser ist Autor und Coautor von über 100 wissenschaftlichen Publikationen im Bereich der Bodengeobiochemie und hat zahlreiche EU-, BMBF- und DFG-finanzierte Forschungsprojekte durchgeführt. Glaser gilt als Pionier der Erforschung von Terra preta und Pflanzenkohle.
Im Jahr 2023 wurde er auf der Liste der "Highly cited researchers 2023" des Unternehmens Clarivate Analytics geführt. Dort werden Forscher gelistet, deren Arbeiten besonders häufig zitiert wurden.

## Publikationen (Auswahl)
- Bruno Glaser, Johannes Lehmann, Wolfgang Zech: Ameliorating physical and chemical properties of highly weathered soils in the tropics with charcoal - a review. In: Biology and Fertility of Soils. 35. Jahrgang, Nr. 4, 1. Juni 2002, S. 219–230, doi:10.1007/s00374-002-0466-4 (englisch, uniud.it [PDF]).
- Bruno Glaser, Neville Millar, Herbert Blum: Sequestration and turnover of bacterial- and fungal-derived carbon in a temperate grassland soil under long-term elevated atmospheric pCO2. In: Global Change Biology. 12. Jahrgang, Nr. 8, August 2006, S. 1521–1531, doi:10.1111/j.1365-2486.2006.01186.x (englisch).
- Bruno Glaser: Prehistorically modified soils of central Amazonia: a model for sustainable agriculture in the twenty-first century. In: Philosophical Transactions of the Royal Society B: Biological Sciences. 362. Jahrgang, Nr. 1478, 28. Februar 2007, S. 187–196, doi:10.1098/rstb.2006.1978 (englisch).
- Bruno Glaser, Klaus-Holger Knorr: Isotopic evidence for condensed aromatics from non-pyrogenic sources in soils – implications for current methods for quantifying soil black carbon. In: Rapid Communications in Mass Spectrometry. 22. Jahrgang, Nr. 7, 15. April 2008, S. 935–942, doi:10.1002/rcm.3448 (englisch).
- Bruno Glaser, Marianne Benesch, Michaela Dippold, Wolfgang Zech: In situ 15N and 13C labelling of indigenous and plantation tree species in a tropical mountain forest (Munessa, Ethiopia) for subsequent litter and soil organic matter turnover studies. In: Organic Geochemistry. 42. Jahrgang, Nr. 12, Januar 2012, S. 1461–1469, doi:10.1016/j.orggeochem.2011.06.010 (englisch).
- Bruno Glaser, Anke Jentsch, Juergen Kreyling, Carl Beierkuhnlein: Soil-moisture change caused by experimental extreme summer drought is similar to natural inter-annual variation in a loamy sand in Central Europe. In: Journal of Plant Nutrition and Soil Science. 176. Jahrgang, Nr. 1, Februar 2013, S. 27–34, doi:10.1002/jpln.201200188 (englisch).

## Bücher
- Bruno Glaser, W. I. Woods: Amazonian Dark Earths: Explorations in Space and Time. Springer, Berlin / Heidelberg 2004, ISBN 3-642-05640-7, S. 232.
- R. Webster: Amazonian Dark Earths: Origin, Properties, Management. In: European Journal of Soil Science. Band 56, Nr. 5, Oktober 2005, S. 685–686, doi:10.1111/j.1365-2389.2005.0756e.x (Buchbesprechung zur Ausgabe Dordrecht 2003).